# Vejalka
Vejalka est un village du taluka de Ranpur dans le district de Botad dans l'État du Gujarat, en Inde. 
Un site archéologique est découvert et fouillé près de ce village en 2014. Il est estimé être de l'époque de la civilisation de la vallée de l'Indus, également appelée civilisation harappéenne.
Les études montrent qu'il date d'environ 2300 av. J.-C. à 1600 av. J.-C. Il semble avoir été le siège d'une petite industrie de fabrique de perles de verre et de taille de lames.

## Archéologie
Le site de Vejalka est situé à 50 km de Lothal qui est le site archéologique de référence pour la région. Environ 190 sites de la civilisation de l'Indus sont recensés dans l'État, principalement dans les régions de Kutch et de Saurashtra, avec quelques sites également dans la région de Lata.
Les fouilles sur le site archéologique de Vejalka commencent en 2014 et se prolongent pendant deux ans, jusqu'en 2016. Les fouilles sont menées par des enseignants et des étudiants du département d'archéologie et d'histoire ancienne de l'université Maharaja Sayajirao de Vadodara. Les fouilles et les études montrent que l'établissement humain est rattaché à la civilisation de la vallée de l'Indus et est daté d'environ 2300 av. J.-C. à 1600 av. J.-C..
C'est un centre rural qui produit des matières premières pour les centres urbains.
Au cours des campagnes de fouilles, les archéologues retrouvent de nombreux artéfacts, en particulier des poteries, des ossements d'animaux, des murs en terre, des perles et des pierres taillées en lames. Les perles et les lames de pierre suggèrent la présence d'une petite industrie sur le site. Les infrastructures en terre donnent des indications sur l'architecture domestique de l'époque. Les archéologues ont également trouvé de la céramique rouge micacée en abondance, ce qui confirme le rattachement du site à la civilisation de la vallée de l'Indus ou harappéenne. 
Les trois monticules de Vejalka sont dénommés respectivement Neshadho I, qui s'étend sur environ 10 000 m2 ; Neshadho II sur 37 500 m2 et Neshadho III sur 22 500 m2.
Non loin de Vejalka, ses villages voisins sont Chandarva et Bhimnath, qui possèdent tous les deux des monticules de la même époque, de la civilisation de la vallée de l'Indus. Celui de Chandarva est complètement en ruine, mais les deux monticules de Bhimnath sont relativement mieux préservés.